# Histameno

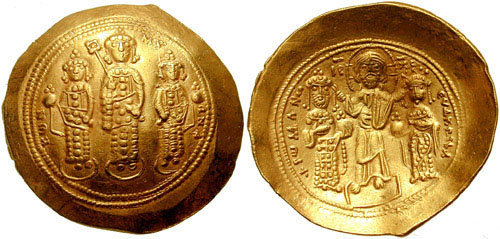
Histameno de r.

Histameno (em grego: νόμισμα ἱστάμενον; romaniz.: nómisma istámenon; "moeda padrão") era o soldo de ouro bizantino quando o um pouco mais leve tetartero foi introduzido nos anos 960. Para distinguir as duas, o histameno foi transformado de sua forma original, tornando-se mais largo e grosso, bem como côncavo (escifato) na forma. Mais tarde, geralmente abreviado para estameno (em grego: στάμενον; romaniz.: stámenon), foi descontinuado após 1092. Nos séculos XII-XIII, o nome estameno começou a ser aplicado para moedas traqueia de cobre ou bilhão côncavas.

## Estabelecimento

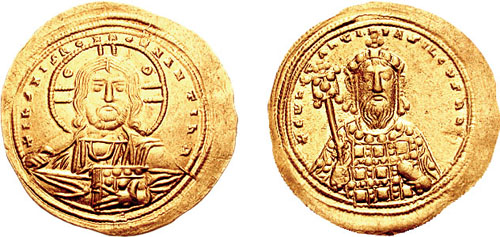
Histameno de Constantino VIII r.

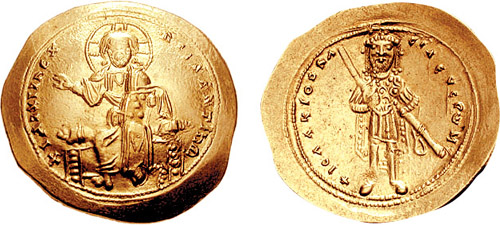
Histameno de r.

Desde que o imperador Constantino (r. 306–337) introduziu-o em 309, a principal cunhagem do Império Bizantino foi o soldo ou nomisma de alta-qualidade, que manteve um padrão em peso (4,55 gramas) e teor de ouro (24 quilates) através dos séculos. O imperador bizantino Nicéforo II Focas (r. 963–969), contudo, introduziu uma nova moeda, o [nomisma] tetartero ("um quarto [de moeda]") que era de 2 quilates (ou seja 1/12, apesar do nome) mais leve que o nomisma original. O último agora tornou-se conhecido como histameno, do verbo grego ἵστημι (levantar-se), implicando que estes seguiram o padrão tradicional. As razões para esta mudança não são claras; cronistas bizantinas, contudo, sugerem motivos fiscais, relatando que Nicéforo coletou os impostos como antes no histameno, enquanto pagava de volta com o tetartero, que foi oficialmente avaliado em mesmo valor que uma moeda completa.
Inicialmente, as duas moedas foram virtualmente indistinguíveis exceto em peso. Durante a parte final do reinado de Basílio II Bulgaróctono (r. 976–1025), o tetartero começou a ser cunhado em uma forma menor e mais fina, enquanto o histameno tornou-se maior e mais pesado. Apenas durante o reinado solo de Constantino VIII (r. 1025–1028), contudo, as duas moedas tornaram-se iconograficamente distintas também. Por meados do século XI, o tetartero media 18 mm de largura e seu peso aparentemente estabilizou em 3,98 gramas, ou seja, três quilates menos que o histameno ou estameno (um nome atestado pela primeira vez em 1030), que agora media 22 mm em diâmetro (em oposição aos 20 mm do soldo original). Além disso, sob Miguel IV, o Paflagônio (r. 1034–1041), começou a ser cunhada em um forma ligeiramente côncava (escifato), possivelmente para aumentar a força da fina moeda e fazê-la menos facilmente dobrável. Moedas planas era ainda cunhadas às vezes, mas as escifato começaram a predominar de Constantino IX Monômaco (r. 1042–1055) em diante e começaram a padronizar sob Isaac I Comneno (r. 1057–1059). Estas moedas côncavas eram conhecidas como histamenos traqueia (histamena trachea) ou simplesmente traqueia (em grego: τραχέα; romaniz.: trachea, "áspera, desigual") a partir da forma delas.

## Desvalorização e abolição

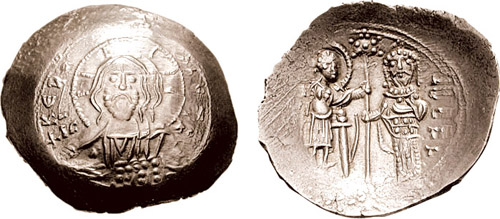
Um exemplo dos grandemente desvalorizadas histamenos posteriores: moeda de eletro dos primeiros anos do imperador r.

Começando com Miguel IV, que foi um antigo emprestador de dinheiro, o teor de ouro começou a gradualmente cair e as moedas a desvalorizar. Após um período de relativa estabilidade ca. 1055–1070, o teor de ouro declinou dramaticamente nos desastrosos anos 1070 e 1080. Os miguelatos de Miguel VII Ducas (r. 1071–1078) ainda continham ca. de 16 quilates de ouro, mas pelo tempo de Aleixo I Comneno (r. 1081–1118), os nomismas cunhados quase não tinham ouro.
Assim, em 1092, Aleixo I realizou uma reforma monetária abrangente, substituindo entre outras, as moedas de ouro desvalorizadas, o histameno e o tetartero, com uma nova de ouro de alta-qualidade emitida, o hipérpiro. Daí em diante, e pela duração do sistema monetário Comneno (séculos XII-XIII), o termo estameno, devido a sua associação com moedas escifato, veio a ser aplicado como um termo geral para as moedas de cobre e bilhão similarmente côncavas (traqueia) emitidas pelo Império Bizantino.